# Славянов, Николай Николаевич
Николай Николаевич Славянов — (1 [13] июня 1878, посёлок Воткинский завод Вятской губернии — 16 октября 1958, Москва) — российский и советский учёный-гидрогеолог, член-корреспондент Академии наук СССР (1946), лауреат орденов Ленина и Трудового Красного Знамени. Заложил основы современной гидрогеологии и геохимии минеральных вод, открыл источник минеральной воды, позже получившей его имя (Славяновский источник).

## Биография
Н. Н. Славянов родился 1 (13) июня 1878 года в семье Н. Г. Славянова, русского инженера и изобретателя, в посёлке Воткинский завод. Окончил Пермскую гимназию. В 1897 году сдал экзамены в Санкт-Петербургский университет, однако предпочёл пойти по стопам отца и поступил в Горный институт. Учёба завершилась получением звания горного инженера только в 1908 году в связи с участием в революционном движении.
С 1909 по 1933 годы был сотрудником Геологического комитета и его правопреемников, занимая должности инженера, адъюнкт-геолога, геолога, секретаря Геологической секции, старшего геолога и заведующего Кабинетом минеральных вод.
В феврале 1912 года был избран действительным членом Русского бальнеологического общества.
Н. Н. Славянов одновременно сотрудничал со многими научными и практическими учреждениями в области геологии и гидрогеологии:
- заведующий гидрогеологическим отделом Бальнеологического института в Пятигорске (1921—1922);
- заведующий гидрогеологическим отделом Кубанского курортного управления (1923—1924);
- консультант газовой экспедиции АН СССР в Кузнецкой бассейне (1924);
- член отдела подземных вод Гидрологического института в Ленинграде (1926) и старший гидрогеолог института (1928—1932);
- консультант Бюро газовых месторождений в Ленинграде (1931—1932)
- член Научного совета по гелию при Госплане СССР (с 1932);
- в годы Великой Отечественной войны — консультант Дальневосточного геологического управления (1942—1943)[1].

В 1924 году переехал в Петроград для работы в Геолкоме; в 1934 году, вместе с Академией наук — в Москву.
В 1933—1936 годах главным местом работы учёного стал Геологический институт Академии наук СССР, который он был вынужден покинуть из-за проблем со здоровьем.
Сотрудничал в качестве консультанта и руководителя экспертиз в Московском геологическом тресте, в Центральной комиссии по запасам, в Бюро палеозоя ВСЕГЕИ и др.
С 1938 г. Н. Н. Славянов — штатный консультант Института курортологии и член Научно-курортного совета Наркомздрава СССР.
С 1940 года — заместитель председателя Комиссии по минеральным водам, а затем заместитель директора Лаборатории гидрогеологических проблем Академии наук.
Учёная степень доктора геолого-минералогических наук была присуждена Н. Н. Славянову 22 июля 1944 г. решением ВАК, а уже 4 декабря 1946 г. он был избран членом-корреспондентом АН СССР по Отделению геолого-географических наук (геология, гидрогеология).
В 1947—1956 годах Славянов был директором Лаборатории гидрогеологических проблем Академии наук СССР, содействовал созданию отделения этой лаборатории на Северном Кавказе. На этом посту учёный оставался до 6 января 1956 года.
Скончался в Москве 16 октября 1958 года. Похоронен на Новодевичьем кладбище (уч. 5, ряд 27). На могиле Н. Н. Славянова установлен памятник в виде бювета Славяновского источника.

### Научная и практическая работа
Летом 1907 года, будучи студентом, получил, и успешно выполнил, задание Геологического комитета провести топографическую съемку озера Большой Тамбукан и вычислить запасы целебной грязи.
С января 1909 года Славянов — работник Геологического комитета. В этом качестве был направлен в Донецкий каменноугольный бассейн, где составил детальную геологическую карту Донбасса. Одновременно, в зимние месяцы, занимался разведкой минеральных вод в Железноводске.
4 апреля 1914 года при работах по бурению на глубину 120 метров, ранее не осуществлявшихся, были вскрыты девонские известняки, открыт источник воды с температурой 54°. По предложению Н. Н. Славянова новому источнику было присвоено имя Ф. Н. Чернышёва.
С 1915 года Славянов полностью сосредоточился на исследовании минеральных вод Железноводска, переоснащал существовавшие источники.
В 1916 году для крепления ствола впервые применил толстостенные чугунные трубы на резьбе, не поддающиеся воздействию углекислой воды.
В 1917 году проводил геологические исследования на Зеленчукских и Тебердинских месторождениях каменного угля, а в 1919 году — вновь в Донбассе.
В 1918 году, по инициативе Медицинского общества Железноводска, горячему источнику было присвоено имя его первооткрывателя — Славяновский.
Участвовал в установлении границ округов охраны Железноводских и Кумагорских источников, Тамбуканского озера.
В 1923—1924 годах проводил гидрогеологические исследования по водоснабжению Анапы и каптажные работы на Мацестинских и Псекупских минеральных водах.
В 1928 году в Железноводске открыл источники Смирновский № 2 и имени Семашко.
С 1930 года к географии исследований Н. Н. Славянова добавились Тянь-Шаньские, Алтайские и Уральские минеральные источники, Ленинградская область и Карелия. Гидрогеологические работы с его участием проводились в Московской, Горьковской и западных областях, в районе Кавказа, в Липецке, на Урале, в Дальневосточном крае и в Средней Азии.
В 1933—1935 гг. он руководил гидрологическими партиями в рамках Дальневосточной комплексной экспедиции АН СССР по Байкало-Амурской магистрали.
В конце 1930-х годов Славянов изучал Ухтинские радиевые воды и принимал активное участие в работе Комиссии по гидрогеологической терминологии АН СССР.
В годы войны Н. Н. Славянов был подключён к решению задачи геологической разведки полезных ископаемых в Западной Сибири, Кузнецком бассейне, на Дальнем Востоке, где в 1943 году принял активное участие в организации Дальневосточной базы Академии наук СССР.
Н. Н. Славянов являлся членом обществ:
- испытателей природы в Москве;
- Минералогического, Палеонтологического и Географического в Ленинграде;
- Бальнеологического в Пятигорске;
- Международного общества медицинской гидрогеологии в Лондоне;
- членом ученых и экспертных советов многих министерств и ведомств СССР[1].

Среди заслуг Н. Н. Славянова — применение толстостенных чугунных каптажных труб для углекислых высокоагрессивных вод и асбоцементных труб для сероводородных вод, создание колонки-батометра для послойного изучения донных илов. Славянов значительно расширил принципы и методы изучения минеральных вод, предложил оригинальный подход к изучению их химического состава, дал их классификация применительно к использованию в бальнеологии.

### Преподавательская деятельность
1908—1909 — лекции по астрономии и геологии во 2-й Шлиссельбургской вечерней школе для рабочей молодёжи;
1917, 1922 — чтение курса о минеральных водах на Бальнеологических курсах для врачей Всероссийского Земского Союза в Пятигорске;
1918—1921 гг. — чтение курсов геологии, кристаллографии и минералогии в Народном университете Пятигорска (естественный и медицинский факультеты);
1919 — доцент кафедры геологии горного факультета Северо-Кавказского политехнического института в Екатеринодаре;
1920—1922 гг. — декан и лектор Пятигорского рабочего политехникума;
1929—1931 гг. — приват-доцент, доцент, профессор кафедры гидрогеологии географического факультета Ленинградского университета;
С 1930 года — профессор, заведующим кафедрой минеральных вод, организатор и первый декан гидрологического факультета Ленинградского горного института;
1935—1940 — заведующий кафедрой гидрогеологии Московского гидрометеорологического института;
1935—1939 — профессор Московского геологоразведочного института;
1940 — профессор геологии геолого-почвенного факультета МГУ;
1941—1942 — преподаватель Московского института транспорта;
1942—1943 — профессор и заведующий кафедрой геологии в Хабаровском институте транспорта.

## Основные труды
Н. Н. Славянов написал около 120 научных работ. Среди них:
- История Железноводских минеральных источников и Железноводского курорта. — М.; Л.: Изд-во АН СССР, 1950.

## Награды и звания
1953 — ордена Ленина и Трудового Красного Знамени, почётное звание «Заслуженный деятель науки РСФСР».
Медаль «За доблестный труд в Великой Отечественной войне 1941—1945 гг.», значок «Отличник здравоохранения».